# Blythburgh

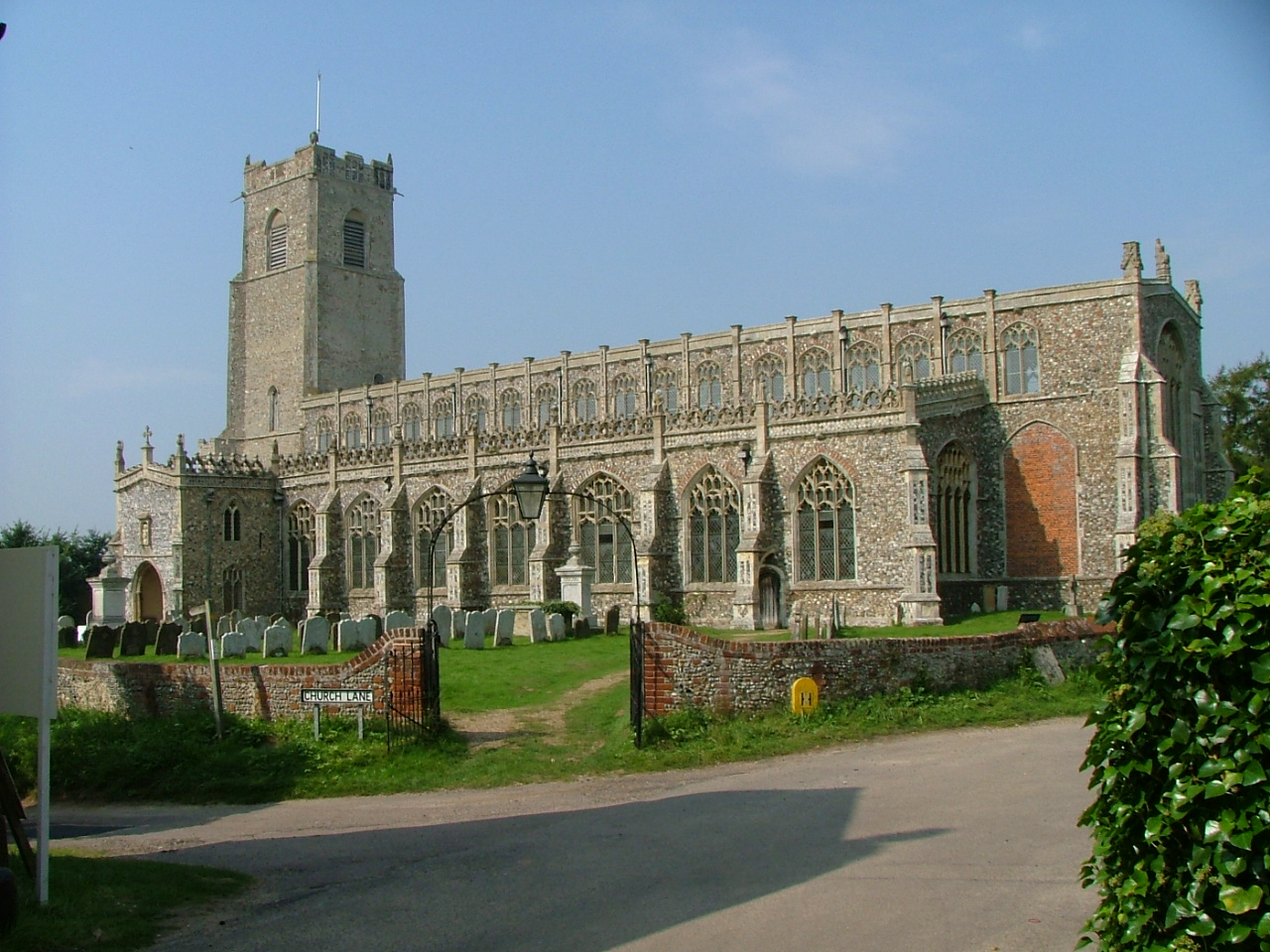
Holy Trinity, die „Kathedrale der Marsch“

Blythburgh ist ein Dorf im englischen District East Suffolk in der Grafschaft Suffolk nordöstlich von London in der Nähe der englischen Ostküste. Zum Dorf gehören neben dem eigentlichen Ort die Weiler Hinton und Bulcamp, letzterer Schauplatz einer mittelalterlichen Schlacht.
Blythburgh liegt zwischen Halesworth und Southwold am südlichen rechten Ufer des Blyth, einem kleinen Fluss, der fünf Kilometer unterhalb von Blythburgh bei Southwold in die Nordsee mündet. Unterhalb von Blythburgh wurde das Marschland weiträumig überflutet, zum Teil im Zuge der Abwehrmaßnahmen im Zweiten Weltkrieg.
Blythburgh hat 297 Einwohner (Zählung 2011) und bildet ein Civil Parish. Das Dorf wird von der A12 durchquert, die hier den Blyth überquert.

## Geschichte
Archäologische Spuren erstrecken sich von der Neusteinzeit bis in römische Zeit. Gegründet wurde Blythburgh von den Angelsachsen. Der Ort war im 7. Jahrhundert ein wichtiges christliches Zentrum, möglicherweise sogar der ursprüngliche Sitz des Bistums Dunwich. 1902 wurde eine Schreibtafel aus dieser Zeit gefunden, was auf eine schreibkundige christliche Bevölkerung hindeutet.
654 fand nördlich von Blythburgh die Schlacht von Bulcamp statt, in der der angelsächsische König Anna von East Anglia durch Penda von Mercia besiegt wurde. Anna verlor in der Schlacht sein Leben und wurde gemeinsam mit Jurmin in Blythburgh beigesetzt. Jurmin war nach dem Liber Eliensis Annas Sohn, als wahrscheinlicher gilt, dass er sein Neffe war. Anna wurde bis ins 12. Jahrhundert als Märtyrer verehrt, Jurmin gilt bis heute als Heiliger mit dem 23. Februar als Gedenktag. Jurmin wurde 1095 nach Bury St Edmunds umgebettet.
Im Domesday Book von 1086 wird Blideburc als Besitzung von König Wilhelm I. erwähnt. Das Dorf hatte damals etwa 42 Haushalte, womit es zu den größeren Ansiedlungen gehörte. Es war eines der größeren Parishes im Blything Hundred, dem größten Hundred in Suffolk, und eine von zwölf Marktgemeinden in Suffolk. Die Hauptkirche hatte zwei Nebenkirchen, die nicht mit eigenen Pfründen ausgestattet waren. Die heutige Kirche ist vermutlich Nachfolgerin einer der Nebenkirchen.
Anfang des 12. Jahrhunderts erhielten die Augustiner von König Heinrich I. eine der Kirchen, vermutlich die Hauptkirche, zur Gründung eines Klosters. Dieses wurde 1147 erstmals urkundlich erwähnt und 1537 aufgelöst. Die Ruinen wurden in den 2000ern ausgegraben, eine dreitägige Ausgrabung fand 2008 im Rahmen der Fernsehserie Time Team statt. Bei den Ausgrabungen wurden auch Reste aus sächsischer Zeit gefunden.
Bis Mitte des 14. Jahrhunderts war Blythburgh wohlhabend und größer als die Nachbargemeinden. Vermutlich wurde der Ort ab 1349 besonders hart durch den Schwarzen Tod getroffen, die Bedeutung des Ortes nahm in der Folgezeit stark ab. 1754 betrug die Bevölkerung nur noch 124 Menschen in 21 Haushalten. Trotz dieses relativen Niedergangs wurde die Dorfkirche Holy Trinity Church in der zweiten Hälfte des 15. Jahrhunderts neu errichtet, mit einer Länge von 39 m und einer Kirchturmhöhe von 25 m eine weit sichtbare Landmarke. Die Kirche ist als „Cathedral of the Marshes“ bekannt. Ihre Größe zeugt dabei mehr vom Reichtum des Stifters als von der Größe der Gemeinde.
Am 4. August 1577 wurde die Kirche bei einem Unwetter während des Gottesdienstes vom Blitz getroffen und schwer beschädigt, wobei zwei Menschen getötet wurden. Der Legende nach soll der Teufel in Gestalt eines schwarzen Hundes, des Black Shuck, dafür verantwortlich gewesen sein. Die Band The Darkness bezieht sich im Eröffnungssong „Black Shuck“ des Albums Permission to Land auf diese Legende. Durch die Reformation in England und besonders die Puritaner nahm die Kirche weiteren Schaden. So wurde 1644 der Innenraum „gereinigt“, Bilder, Kreuze und Heiligenfiguren wurden aus der Kirche entfernt und vermutlich zerstört.
Im Zuge der beginnenden Industrialisierung wurde der versandete Blyth 1759 bis 1761 kanalisiert und bis Halesworth mit Hilfe von vier Schleusen schiffbar gemacht. In Blythburgh wurde 1766 das „Bulcamp House of Industry“ eröffnet, ein Arbeitshaus, das für 400 Arme ausgelegt war, in den 1820ern aber von mehr als 550 Menschen bewohnt wurde. Die Bevölkerung des ganzen Ortes wuchs bis 1851 auf 1118 Menschen. Von 1879 an hatte Blythburgh fünf Jahrzehnte lang einen Bahnhof an der Stichstrecke von Halesworth und Southwold. Durch die Konkurrenz der Bahn nahm die Schifffahrt ab. die Schleusen wurden 1934 aufgegeben.
Seit dem 19. Jahrhundert ist Blythburgh bei Malern und anderen Künstlern wegen seiner Baudenkmäler und der umgebenden Landschaft beliebt. 
Während des Zweiten Weltkriegs versuchten die Alliierten bei der Operation Aphrodite, Ziele im besetzten Frankreich mit unbemannten, zu fliegenden Bomben umgebauten Flugzeugen anzugreifen. Der Start wurde von einem Piloten und einem Bordingenieur durchgeführt, die später mit dem Fallschirm abspringen sollten. Joseph P. Kennedy, der ältere Bruder des späteren US-Präsidenten John F. Kennedy, war einer der freiwilligen Piloten. Bei einem Einsatz am 12. August 1944 explodierte die Sprengladung seines Flugzeugs in der Nähe von Blythburgh vorzeitig.

## Personen, die in Blythburgh lebten oder starben

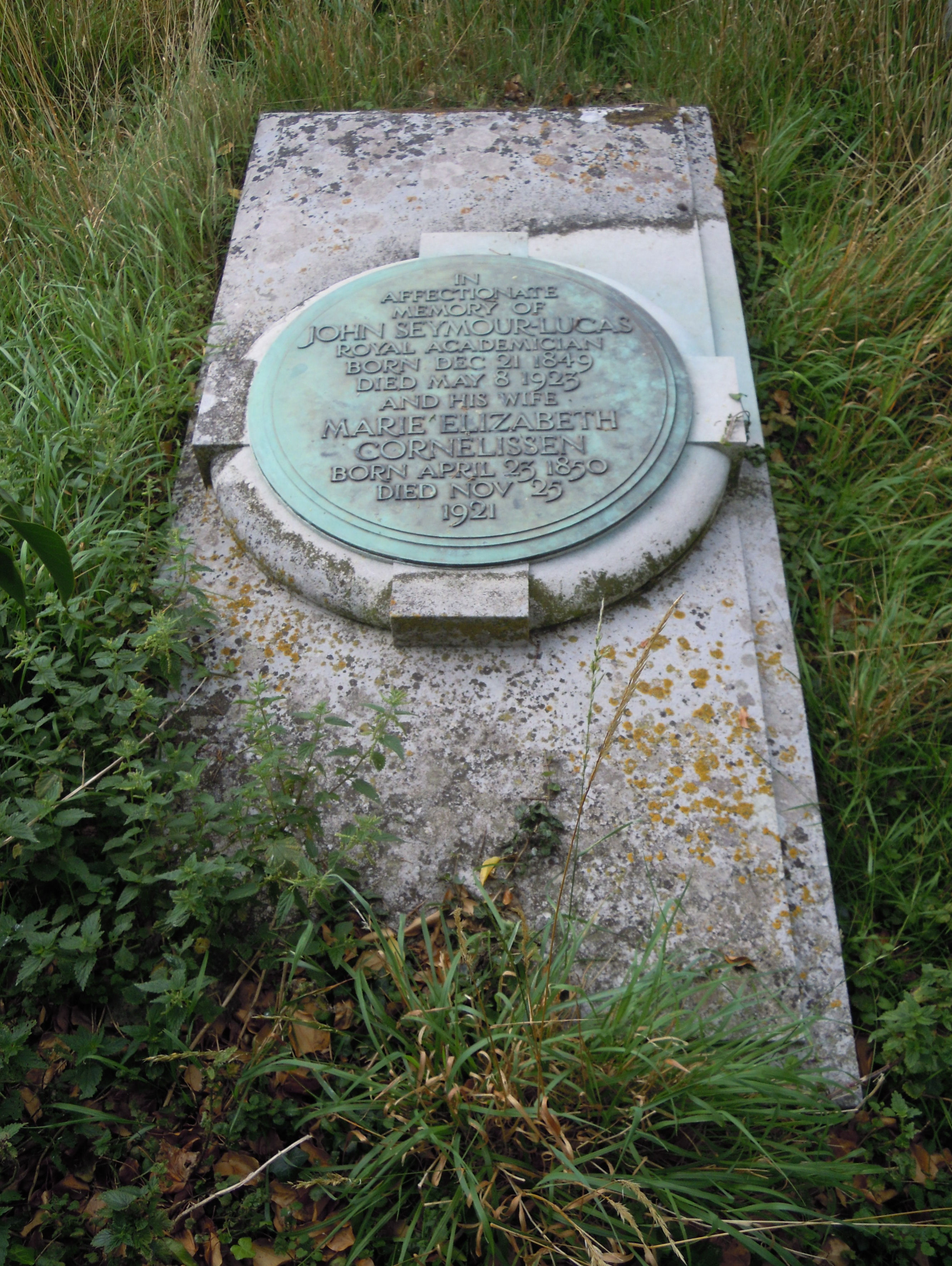
Das Grab von John Seymour Lucas im Kirchhof von Holy Trinity

- Ernest Crofts (1847–1911), Maler, lebte in Blythburgh
- John Seymour Lucas (1849–1923), Maler, lebte in Blythburgh, Grabmal bei Holy Trinity
- Martin Shaw (1875–1958), Komponist, lebte 1946 bis 1952 in Blythburgh, später in Southwold[10]
- Jack Pritchard (1899–1992), Möbeldesigner, Mitgründer von Isokon
- William Alwyn (1905–1985), Komponist, lebte die letzten 25 Jahre in Blythburgh
- Doreen Carwithen (1922–2003), Komponistin, Alwyns Frau
- Joseph P. Kennedy junior (1915–1944), amerikanischer Bomberpilot, stürzte in der Nähe von Blythburgh ab
- Kenneth Hubbard (1920–2004), Bomberpilot der ersten britischen H-Bombe, starb in Blythburgh